# Milt Campbell
Milton Gray Campbell (ur. 9 grudnia 1933 w Plainfield, w stanie New Jersey, zm. 2 listopada 2012 w Gainesville, w Georgii) – amerykański lekkoatleta, wieloboista, mistrz i wicemistrz olimpijski.
Był Afroamerykaninem. Podczas studiów w szkole średniej w Plainfield zakwalifikował się do reprezentacji Stanów Zjednoczonych na igrzyska olimpijskie w 1952 w Helsinkach. Startował w dziesięcioboju, w którym zdobył srebrny medal za swym rodakiem Bobem Mathiasem, a przed innym Amerykaninem Floydem Simmonsem.
Po ukończeniu szkoły średniej studiował na Uniwersytecie Indiany w Bloomington. W 1953 zdobył mistrzostwo USA (AAU) w dziesięcioboju, a w 1955 zarówno mistrzostwo USA (AAU), jak i akademickie mistrzostwo (NCAA) w biegu na 120 jardów przez płotki.
Na igrzyskach olimpijskich w 1956 w Melbourne zdobył złoty medal w dziesięcioboju przed swym kolegą z reprezentacji Raferem Johnsonem i Wasilijem Kuzniecowem ze Związku Radzieckiego. W 1957 ustanowił rekord świata w biegu na 120 jardów przez płotki wynikiem 13,4 s. Wkrótce potem zakończył karierę lekkoatletyczną.
W 1957 był zawodnikiem drużyny futbolu amerykańskiego Cleveland Browns, a w 1959 występował w drużynie futbolu kanadyjskiego Montreal Alouettes.
Przez lata prowadził zajęcia dla upośledzonych dzieci w New Jersey. W 2008 otrzymał doktorat honoris causa Monmouth University z New Jersey.
Jeden z jego trzech synów – Grant uprawiał karate, był mistrzem świata w tej dyscyplinie.